# Dinder (Fluss)
Der Dinder (arabisch نهر الدندر Nahr-ud-dindir, auch Dindar) ist ein saisonaler Nebenfluss des Blauen Nils in Äthiopien und dem Sudan.

## Verlauf
Der Fluss entspringt im äthiopischen Hochland etwa 100 km westlich des Tanasees. Er fließt in westlicher Richtung und bildet dabei die Grenze zwischen den Regionen Amhara und Benishangul-Gumuz. Kurz vor der Grenze zum Sudan schwenkt er auf Nordwest. Im Sudan durchfließt er den Dinder-Nationalpark, dem er auch seinen Namen verleiht. Der Dinder mündet am Südrand der Butana in den Blauen Nil, etwa 200 km bevor dieser Khartum erreicht.

## Hydrometrie
Die Durchflussmenge des Flusses wurde 102 Jahre lang (1900–2002) am Pegel Gwasi, direkt an der Mündung, in m³/s gemessen.